# Натюрморт
Натюрмортът (от фр. nature morte, „мъртва природа“) е жанр в изобразителното изкуство. В английския език се използва понятието „still life“ (застинал живот), което понякога се сочи като по-удачно. Под натюрморт се разбира изобразяване на неодушевени предмети: цветя, плодове, убит дивеч и други. В този род изображения не се включват пейзажи и хора. Натюрмортът е обект най-вече на живописта, графиката и приложно-декоративните изкуства. В скулптурата се среща по изключение.
Запазени са фрески в Помпей, които биха могли да се нарекат натюрморт. Сред тях са известните „Стъклена купа с ябълки“, „Клонче праскови“ и други. Декоративните мозайки, наричани „emblema“, намиращи се в домовете на богатите римляни, демонстрират разнообразието от храна, на която се радват по-издигнатите класи, но функционират и като знаци за гостоприемство и като честване на сезоните и живота.
Отделянето на натюрморта като самостоятелен жанр става през 17 век. Прочути с реалистичността си са натюрмортите на холандците Ян Клас и Вилем Хеда. Фламандският художник Франс Снайдерс е автор на пищни натюрморти включващи и дивеч. Той рисува натюрмортите в не малко от картините на своя знаменит колега Рубенс. В епохата на класицизма (17 – 18 век) този жанр се смята за второстепенен. Въпреки това именно в 18 век твори Жан-Батист-Симеон Шарден, едно от емблематичните имена в натюрморта.
Често срещан е в творчеството на импресионистите Едуар Мане, Клод Моне и Пиер-Огюст Реноар. Постимпресионистите го използват в своите експерименти с формата и живописната мазка. Любим мотив на Пол Сезан са ябълките. Световноизвестни са „Слънчогледите“ и „Ирисите“ на Винсент ван Гог. Прочутият художник изобразява и на пръв поглед „нетрадиционни“ натюрморти – чифт скъсани стари обувки или оставена на стола лула. В това отношение той е последовател на Хеда, Клас и Рембранд.
Натюрмортът присъства и в течениятата в изкуството от началото на 20 век: поантилизъм, кубизъм, абстракционизъм. Известен с кубистичните си натюрморти е Хуан Грис.

## Галерия
- „Купа с ябълки“, фреска от Помпей, 1 век
- Шарден, „Натюрморт със стъклена бутилка и плодове“, 1750 г.
- Пол Сезан, „Натюрморт с кана и ябълки“, 1895 г.
- Одилон Редон (1840–1916), Цветя (1903)
- Хуан Грис, „Натюрморт с плодове и китара“, 1919 г.
- Хуан Грис (1887–1927), Натюрморт (1913)
- Марсдън Хартли (1877–1943), Красиви напитки (c. 1916)
- Пиер Бонар (1867–1947), Купа за плодове върху маса (ок. 1934)